# Hostni teloh
Hostni teloh (znanstveno ime Helleborus dumetorum) je pomladanska strupena roža z zelenimi cvetovi, ki spada v rod telohov (Helleborus).

## Opis
Hostni teloh je zelnata trajnica z golim, okroglim steblom in stopalastimi neodlakanimi listi, ki so deljeni v črtalastosuličaste segmente in imajo fino nazobčan rob. Poganjajo iz tal in imajo dolge peclje. Korenika je močna in leži v zemlji vodoravno. Cvetovi so zelene barve, običajno so kimasti, široki do 4 cm in imajo od 3 do 7 plodnih ter 5 venčnih listov. V cvetu so številni zeleni prašniki z rumenobelimi prašnicami, ki pa zgodaj odpadejo. Pod prašnicami je krog zelenih medovnikov. Plod je napihnjen, večsemenski mešiček, ki se odpira po šivu.
Hostni teloh je razširjen po Sloveniji, zahodni Madžarski, jugozahodni Avstriji, severni Hrvaški in verjetno tudi po delih Romunije.

## Podvrste
Priznane so naslednje podvrste hostnega teloha:
- H. d. atrorubens
- H. d. dumetorum
- H. d. illyricus